# 重力异想世界
《重力异想世界》（中国大陆又译作）是SCE日本工作室于2012年2月9日发售的PlayStation Vita游戏。2015年东京电玩展SCE展前发布会上，制作组宣布本作的重製版将登陆PS4主机，于2015年12月10日发售。且與日本玩具廠商GSC與日本amazon網站合作，發售附贈凱特Figma人偶公仔的超限定版。

## 故事
围绕着巨大圆柱而建造的空中之城黑奇萨威，因受到“重力暴风”的威胁而面临着毁灭的危机。城市的一角，某个少女醒来，少女在和伴随着重力暴风一同出现的“奈必”战斗的同时，为了恢复被暴风夺走的城市而开始行动。

## 角色
凯特（Kat，配音：小林沙苗）
本作的主人公。重力操控者。在黑奇萨威醒来，失去了之前的记忆。因为和达斯緹在一起所以被周围的人叫作凯特（Kat，音同Cat）。是个活泼且好奇心旺盛的女孩。
達斯緹（Dusty）
凯特醒来后出现在她身边的黑猫形状的謎之生命体。身体里似乎有别的空间。被叫作“重力猫”，拥有操纵重力的力量。必杀技是付在凯特身上变成爪子的形状。達斯緹这个名字是凯特取的。似乎是和奈必类似的一种存在。
拉文（Raven，配音：木下紗華）
通过謎之乌鸦“柯西”而获得力量的另一个重力操控者。对黑奇萨威怀有怨恨，对重力暴风和怪物都采取袖手旁观的态度。有传闻称她和在黑奇萨威开始暗中活动的政治新兴势力有联系。
艾里亚斯（Alias）
不断盗取神圣宝石的犯罪者，在盗取前都会发出犯罪预告。拥有操纵奈必的特殊能力。用冷酷而狡猾的手段把警卫队和凯特玩弄于股掌。
席得（Syd，配音：四宮豪）
所属于黑奇萨威警卫队“海马”的警官。在抓捕几个凶汉时被反扑，被路过的凯特看到并帮助。给人一种很没用的感觉，是让凯特卷入各种麻烦的麻烦制造者。
亞基（Aki，配音：〆野潤子）
在旧市街老諾華的一角经营梦魅之馆的占卜师。给了凯特一些建议。
加德（Gade，配音：高岡瓶瓶）
跟随亞基的指导而遇到的自称“創造主”的老人。外表看上去像流浪汉。常常神出鬼没。他给了凯特夺回被重力暴风带走的街道的使命，打开了通往异次元的大门。
辛亞奈（Cyanea，配音：谷井明日香）
有种让人感觉不可思议的少女。有着其它人格存在，和加德不同自称是“想像主”。这个人格似乎知道凯特的一些事情。

## 开发
- 游戏于2008年开始开发，作品名是《Gravite》（重力的法语）。基本构想是引入法式漫画的表现方式以及能够自由定义重力方向的游戏系统，这两点一直贯彻始终。原本计划开发于PlayStation 3平台，2009年，因为考虑到PS Vita的机能更适合而改变了开发平台[3]。游戏充分利用了PS vita的机能，通过PS vita的重力感应功能、多点触控屏及按键来进行游戏。在失重状态时，可通过重力感应调整游戏内的视角。
- 游戏中使用的语言是以日语为原型，再通过变换引擎制作的。文字也是用罗马字母变换而来[4]。另外，外山圭一郎称，作品的标题之所以取这么长是对电影的致敬[5]。

## 评价
| 汇总媒体     | 得分   |
| ------------ | ------ |
| GameRankings | 82%    |
| Metacritic   | 83/100 |

| 媒体   | 得分  |
| ------ | ----- |
| Fami通 | 38/40 |

重力异想世界基本获得了国内外玩家的积极评价，一些游戏媒体给游戏打出了9分的高分。而负面评价有故事过短、读取时间长、操作困难以及战斗单调等。游戏在日本的销量大约是10万。
- 第16屆日本新媒体动漫艺术节娱乐部门优秀奖[10]。
- 日本游戏大奖2012 年度作品部门大奖[11]。
- Fami通白金殿堂级（38分）[6]。
- PlayStation Awards 2012 PlayStation Vita特别奖、用户选择奖[12]。

## 续作
2015年9月15日，索尼电脑娱乐亚洲日本在东京电玩展战前发布会上公布了本作的续作《重力異想世界完結篇》，當時预计将于2016年发售。并同时公布了将会推出相关动画。游戏最後于2017年1月至2月间发行。

## 脚注
1. ↑  副标题译“重力眩晕：在回归上层时她体内的宇宙产生的摄动”